# Hey Stoopid
Hey Stoopid utkom 1991 och är ett musikalbum av Alice Cooper. Albumet är den sista i Coopers Heavy Metal-veva (1986-1991) och innehåller klassikerna "Feed My Frankenstein", "Hey Stoopid" och "Love's A Loaded Gun".
Titellåten och albumets stavning är formulerad av journalisten Anders Tengner, som insinuerade att ”Stoopid” påminde om ”Cooper” och gav ett kaxigare intryck.
Albumet hade gästmusiker som Ozzy Osbourne, Steve Vai, Mick Mars och Nikki Sixx.

## Låtlista
1. Hey Stoopid
2. Love's a loaded gun
3. Snakebite
4. Burning our bed
5. Dangerous tonight
6. Might as well be on mars
7. Feed my Frankenstein
8. Hurricane years
9. Little by little
10. Die for you
11. Dirty Dreams
12. Wind-up toy